# The Kennel Club

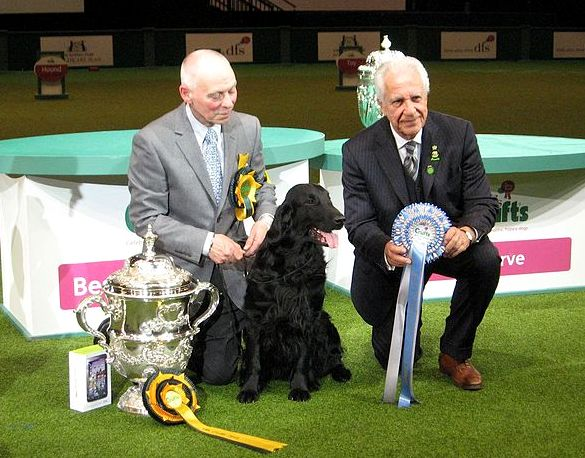
Crufts, 2011

The Kennel Club (KC) é o kennel clube oficial do Reino Unido. Fundado em 1873, é o mais antigo kennel clube do mundo, e até 2013 havia reconhecido um total de 211 raças de cães. O clube é responsável por emitir pedigrees para cães de raça pura, promover eventos de conformação, agility, testes de aptidão etc.
O The Kennel Club licita shows de cães em todo o Reino Unido, mas o único show de cães efetivamente executado pelo KC é o Crufts conformation show. O evento é realizado desde 1928 e atrai concorrentes de todo o mundo. O Crufts é realizado no mês de março em Birmingham.
O sistema de registro do The Kennel Club divide as raças de cães em sete grupos. Os sete grupos do The Kennel Club são: Hound, Working (cães de trabalho), Terrier, Gundog, Pastores, Utilidade e Toy (anão). Até 2011, o The Kennel Club reconhecia 210 raças de cães. Isto foi aumentado para 211 raças com a adição do cão Kangal em 2013.